# 조병봉
조병봉(趙炳鳳, 1930년 7월 24일~2006년 2월 18일)은 대한민국의 정치인이다. 제11·12대 국회의원을 지냈다.

## 역대 선거 결과
|  | 15.68% |

|  | 20.33% |

|  | 19.54% |

|  | 13.71% |